# Jeżów Sudecki (plaats)
Jeżów Sudecki (Duits: Grunau) is een dorp in het Poolse woiwodschap Neder-Silezië, in het district Jeleniogórski. De plaats maakt deel uit van de gemeente Jeżów Sudecki en telt 1800 inwoners.